# ピーター・アトキンス

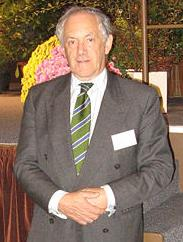
ピーター・アトキンス

ピーター・ウィリアム・アトキンス（Peter William Atkins, 1940年8月10日 - ）は、オックスフォード大学リンカーン・カレッジの化学教授、フェロー。化学系教科書の多作家として知られる。代表的な著作に、Atkins' Physical Chemistry (現在はハヴァーフォード大学のジュリオ・デ・パウラと共著、ISBN 0-19-879285-9)、Molecular Quantum Mechanics、Inorganic Chemistry （ジョージ・エドワード・シュライバーと共著、ISBN 0-19-850330-X）がある。また、通俗科学の作家として、Molecules and Galileo's Finger: The Ten Great Ideas of Science などを書いた。
アトキンスは無神論者であり、ヒューマニズムや無神論、及び科学と宗教の不和合性の問題について執筆、講演している。また、オックスフォード世俗協会（Oxford Secular Society）のシニア・メンバーでもある。
レスター大学で学び、化学の学士号を取得後、1964年に電子スピン共鳴及びその他の理論化学的様相の研究で博士号を取得。1969年、王立化学会メルドラ・メダルを受賞。カリフォルニア大学ロサンゼルス校（UCLA）で物理化学を教えた後、オックスフォード大学リンカーン･カレッジで現在に至るまで物理化学を教えている。
1964年にジュディス・ケアトン（Judith Kearton）と結婚するが1983年に離婚し、1991年に生物学者（脳科学者）のスーザン・グリーンフィールドと結婚するが2005年に離婚、2008年に3度目の結婚をした。

## 邦訳著書
- 『量子化学』1‐2　土方克法訳 みすず書房 1972‐73
- 『物理化学』千原秀昭,中村亘男訳 東京化学同人 1979‐80
- 『物理化学の基礎』M.J.Clugston共著 千原秀昭,稲葉章訳 東京化学同人 1984
- 『分子と人間』千原秀昭,稲葉章訳 東京化学同人 1990
- 『エントロピーと秩序 熱力学第二法則への招待』米沢富美子,森弘之訳 日経サイエンス社 1992
- 『新ロウソクの科学 化学変化はどのようにおこるか』玉虫伶太訳 東京化学同人 1994
- 『物理化学要論』千原秀昭, 稲葉章訳 東京化学同人 1994
- 『元素の王国』細矢治夫訳 草思社 1996
- 『アトキンス物理化学小辞典』千原秀昭訳 東京化学同人 1998
- 『無機化学 第3版』シュライバー共著 玉虫伶太,佐藤弦,垣花眞人訳 東京化学同人 2001
- 『ガリレオの指 現代科学を動かす10大理論』斉藤隆央訳 早川書房 2004
- 『アトキンス生命科学のための物理化学』Julio de Paula共著 稲葉章,中川敦史訳 東京化学同人 2008
- 『無機化学 シュライバー・アトキンス 第4版』T.Overton,J.Rourke,M.Weller,F.Armstrong共著 田中勝久,平尾一之,北川進訳 東京化学同人 2008
- 『万物を駆動する四つの法則 科学の基本、熱力学を究める』斉藤隆央訳 早川書房 2009
- 『アトキンス基礎物理化学 分子論的アプローチ』Julio de Paula,Ronald Friedman共著 千原秀昭,稲葉章訳 東京化学同人 2011
- 『アトキンス物理化学要論 第5版』Julio de Paula共著 千原秀昭,稲葉章訳 東京化学同人 2012
- 『アトキンス一般化学』Loretta Jones,Leroy Laverman共著 渡辺正訳 東京化学同人 2014‐15
- 『アトキンス物理化学入門』渡辺正訳 東京化学同人 2014
- 『化学 美しい原理と恵み』渡辺正訳 丸善出版 2014